# Lobostemon glaucophyllus
Lobostemon glaucophyllus är en strävbladig växtart som först beskrevs av Nikolaus Joseph von Jacquin, och fick sitt nu gällande namn av Buek. Lobostemon glaucophyllus ingår i släktet Lobostemon och familjen strävbladiga växter. Inga underarter finns listade i Catalogue of Life.